# Bolyeria multocarinata
Il boa fossorio di Round Island (Bolyeria multocarinata (Boie, 1827)) è un serpente estinto appartenente alla famiglia Bolyeridae, endemico di Round Island (Mauritius), unica specie nota del genere Bolyeria Gray, 1842.

## Descrizione
Il serpente, di cui attualmente esistono solo alcuni esemplari in collezioni museali, era lungo 50-140 cm e la colorazione della pelle era marrone chiaro con piccole macchie nere dorsali e sfumature rosa sul ventre.

## Biologia
Era una specie ovipara, con abitudini fossorie.

## Distribuzione e habitat
Bolyeria multocarinata era presente unicamente su Round Island, una piccola isoletta vulcanica di appena 151 ha che sorge a nord-est di Mauritius.